# La hipocondríaca
La hipocondríaca es una serie de televisión colombiana producida por Sony Pictures Television para Caracol Televisión en 2013. Esta protagonizada por la actriz peruana Stephanie Cayo y el actor venezolano Ernesto Calzadilla, con las participaciones antagónicas de Cristina Campuzano, John Alex Toro y Marilyn Patiño. 
Tuvo una duración de 120 capítulos de una hora que fueron emitidos por el Canal Caracol.

## Sinopsis
Macarena González cree firmemente que heredó una extraña enfermedad neurológica de su madre que la llevará a la tumba. Por lo tanto ante el más mínimo "síntoma" que se le presente va a la clínica. Sabe mucho sobre su supuesta enfermedad y maneja todo tipo de medicamentos.
Un día en el que tiene cita para ver los resultados de los exámenes que se le practicaron, el doctor que usualmente atiende la clínica no puede ir y manda a su hijo Alejandro como sustituto. El Dr. Alejandro confunde los exámenes de Macarena con los de otra paciente con el mismo apellido, la cual sí padece la enfermedad de Helga, por lo que Alejandro diagnostica erróneamente a Macarena, cuando esta en realidad no padece de ninguna enfermedad.
No es hasta días después que el Dr. Alejandro se da cuenta de su error, pero teme decírselo a Macarena, ya que podría enfrentar una demanda y de esta forma perder su licencia médica. Alejandro contrata a Macarena como su secretaria e intenta ayudarla lo más que pueda en todo lo que ella le pide, ya que carga con la culpa de haberla diagnosticado erróneamente. Poco a poco, Macarena hace que Alejandro se interese más por los pacientes y cambie su forma de ser, y los dos comienzan a enamorarse. Sin embargo, no podrán vivir su amor como ellos quisieran debido a Juan Jhon, el esposo de Macarena, y la Dra. Camila, la novia de Alejandro.
Así, Alejandro y Macarena deberán enfrentar todos los obstáculos que se les presenten en el camino para poder hacer realidad su amor.

## Reparto

### Personajes principales
| Actor              | Personaje         | Descripción |
| ------------------ | ----------------- | --- |
| Stephanie Cayo     | Macarena González | Todas las mujeres de su familia han muerto alrededor de los 30 años, víctimas del extraño Síndrome de Helga, por lo cual ella es hipocondríaca. |
| Ernesto Calzadilla | Alejandro Pulido  | Es un médico neurólogo. |

### Personajes secundarios
- Marilyn Patiño - Luz Elvira
- Cristina Campuzano - Camila Santos
- María Angélica Mallarino - Azucena de Santos
- John Alex Toro - Juan Jhon "JJ"
- María Cecilia Botero - Maruja Maldonado de Pulido
- Kepa Amuchastegui - Alfonso Pulido
- Nicolás Montero - Pedro Pulido
- Alberto León Jaramillo - Francisco González "Tío Pacho"
- Marcela Benjumea - Esther
- Julio César Herrera - Mario Herrera
- Margarita Amado - Matilde
- Ernesto Ballen - Jimmy
- Bebsabé Duque - Gina González
- Leonardo Acosta - Leonardo
- Laura Torres - Juliana Pulido
- Ignacio Hijuelos - Carlos Bejarano
- Héctor Ulloa - Avellaneda
- Marcela Agudelo - Marcela Bufano
- Nicole Santamaría - Cecilia Bustos
- Ilja Rosendahl - Diego
- Juan Sebastian Caicedo - Javier
- Alma Rodríguez - Rosaura González
- Rita Bendek - Sandra Romero
- Lina Tejeiro - Tatiana
- Estefanía Gómez - Linda Rosa
- Consuelo Moure - Adela
- Víctor Cifuentes - Dr. Consuegra
- Walter Luengas - Albeiro Manrique
- Julián Díaz - "Tumaco"
- Andrés Salazar - Lolo
- Gerly Hassam Gómez - Patricio
- Nayra Castillo - Luisa
- César Álvarez - Bocadillo
- Germán Patiño - Dr. Ignacio
- Astrid Junguito - Herminia
- Michelle Manterola

## Premios y nominaciones

### Promax Latinoamérica 2013
| Año  | Categoría                     | Nominado         | Resultado |
| ---- | ----------------------------- | ---------------- | --------- |
| 2013 | Mejor promoción de telenovela | La Hipocondríaca | Ganadora  |

### Premios Clic Caracol
| Año  | Categoría        | Nominado           | Resultado |
| ---- | ---------------- | ------------------ | --------- |
| 2013 | Mejor Producción | La Hipocondríaca   | Pendiente |
| 2013 | Mejor Actor      | Ernesto Calzadilla | Pendiente |